# Arch Linux 32
Arch Linux 32 – fork dystrybucji GNU/Linuksa Arch Linux stworzony przez jej społeczność w celu kontynuacji wsparcia dla 32-bitowej architektury x86, po jej oficjalnym zakończeniu przez zespół Arch Linux.

## Historia
W styczniu 2017 deweloperzy Arch Linux ogłosili planowany termin zakończenia wsparcia dla 32-bitowej architektury i686, zaznaczając przy tym, że lutowy obraz ISO będzie ostatnim, z którego będzie można zainstalować 32-bitowego Archa, natomiast 32-bitowe repozytoria będą wspierane tylko przez kolejne 9 miesięcy.
W dniu oficjalnego porzucenia wsparcia dla architektury – 8 listopada 2017 – poinformowano o istnieniu forku, a jego autorzy zamieścili instrukcję nt. migracji z repozytoriów Arch Linux do Arch Linux 32.

## Wsparcie
W przeciwieństwie do Archa, który przed zakończeniem wsparcia 32-bit, wspierał wyłącznie architekturę i686, Arch Linux 32 wspiera również dwie inne 32-bitowe architektury – i486 oraz Pentium 4 (wspierającego minimum SSE2). Deweloperzy Arch Linux 32 wydali również zaktualizowaną wersję menedżera pakietów Pacman z możliwością automatycznego wykrycia i ustawienia architektury Pentium 4 w przypadku architektury ustawionej w tryb auto w konfiguracji i posiadania procesora wspierającego SSE2.